# Almonacid de Zorita
Almonacid de Zorita és un municipi de la província de Guadalajara, a la comunitat autònoma de Castella-La Manxa. En aquest municipi hi ha situada la Central Nuclear José Cabrera.